# Johann Carl von Möllendorff
Johann Karl Wolff Dietrich von Möllendorff (* 20. März 1791 in Reinsdorf; † 6. November 1860 in Berlin) war ein preußischer General der Infanterie.

## Leben

### Herkunft
Johann Carl von Möllendorff entstammt dem alten Adelsgeschlecht von Möllendorff aus der Altmark. Seine Eltern waren Johann Friedrich Magnus von Möllendorff und dessen Ehefrau Eleonore Sophie Karoline, geborene von Raschau. Der Vater war Herr auf Reinsdorf und Lohnsdorf.

### Militärkarriere
Möllendorff besuchte die Schule in Merseburg und trat am 2. März 1804 als Gefreitenkorporal in das Infanterieregiment des Königs der Preußischen Armee ein. Dort wurde er am 16. März 1806 Fähnrich, nahm während des Vierten Koalitionskrieges an der Schlacht bei Auerstedt teil und geriet auf dem Rückzug bei Erfurt in Kriegsgefangenschaft.
Nach dem Frieden von Tilsit wurde Möllendorff am 28. Februar 1810 als Sekondeleutnant mit Patent vom 16. Januar 1808 dem Regiment der Garde aggregiert. Am 21. Februar 1811 wurde er einrangiert und sein Patent auf den 28. August 1806 rückdatiert. Während der Befreiungskriege kämpfte er in den Schlachten bei Großgörschen, Leipzig und Paris, wo er das Eiserne Kreuz II. Klasse erwarb. Zuvor befand er sich bei der Belagerung von Erfurt. Bis Mitte August 1815 avancierte Möllendorff zum Kapitän und Kompaniechef. Am 13. Oktober 1821 folgte seine Beförderung zum Major und die Versetzung als Kommandeur des III. Bataillon im 2. Garde-Landwehr-Regiments in Cottbus. Am 7. März 1825 wurde er dem 1. Garde-Regiment aggregiert und am 30. März 1828 als Bataillonskommandeur einrangiert. Am 26. September 1834 erhielt er den Orden der Heiligen Anna II. Klasse und am 18. Januar 1837 den St. Johanniter-Orden. Kurze Zeit später beauftragte man ihn am 12. Juli 1837 mit der Führung des 2. Garde-Regiments zu Fuß und ernannte Möllendorff am 14. Januar 1838 zum Regimentskommandeur. In dieser Stellung erfolgte am 30. März 1838 seine Beförderung zum Oberstleutnant und am 8. Juni 1838 erhielt Möllendorff die Brillanten zum Orden der Heiligen Anna II. Klasse. Am 30. März 1840 wurde er mit Patent vom 10. April 1840 Oberst. Am 13. Mai 1843 erhielt er den Orden des Heiligen Wladimir III. Klasse und wurde am 17. Oktober 1844 Kommandeur der 2. Garde-Infanterie-Brigade. Am 31. März 1846 wurde er zum Generalmajor befördert und bekam am 4. August 1846 den Sankt-Stanislaus-Orden I. Klasse.

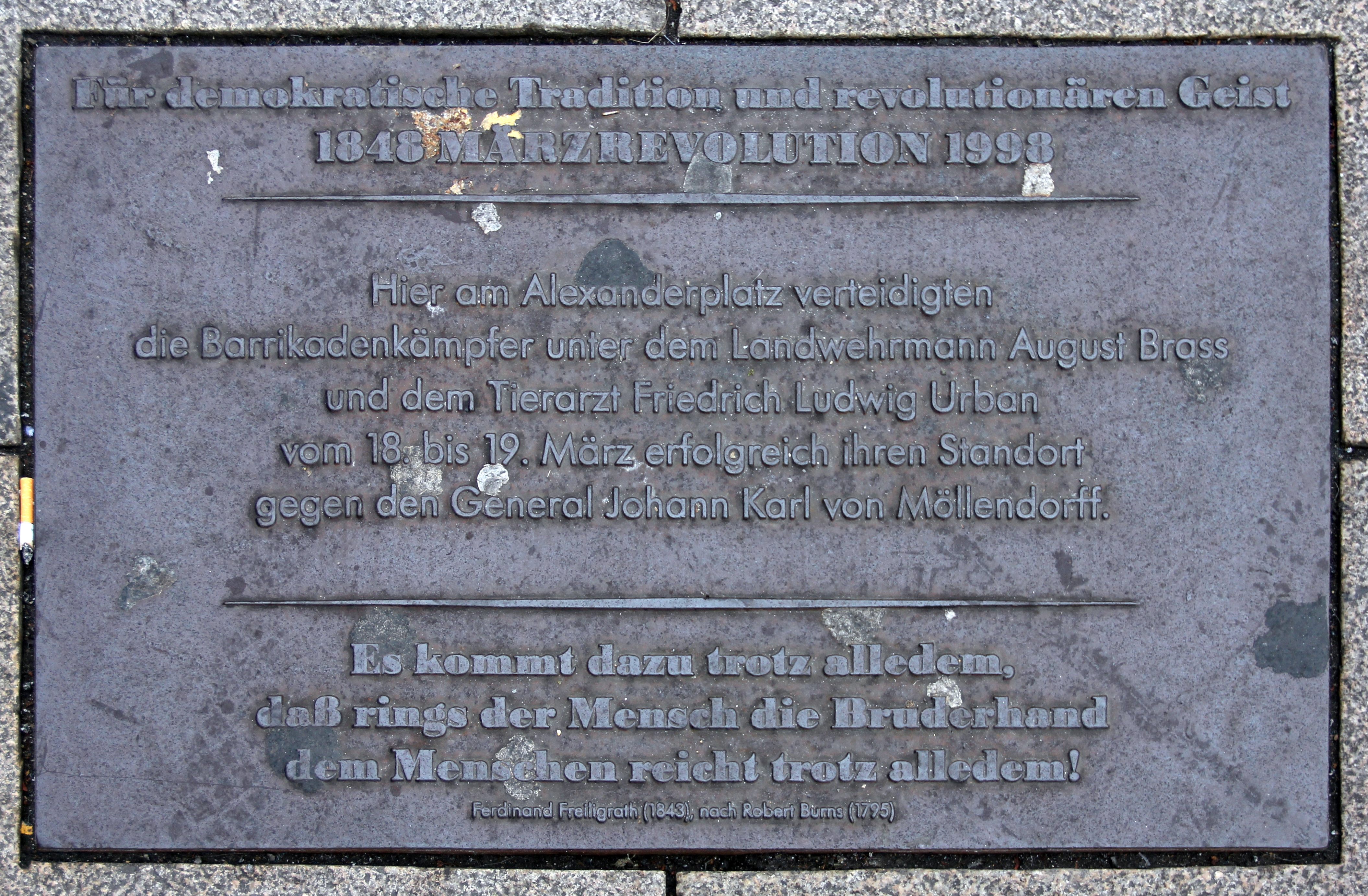
Gedenktafel, Alexanderplatz, in Berlin-Mitte

Während der Märzrevolution 1848 war es seine Aufgabe, das Berliner Schloss zu schützen. Seine Soldaten gingen dabei bis zum Alexanderplatz vor; er führte die rechte Flügelkolonne und nahm mit ihr die Friedrichstadt ein. Am 19. März wurden die Kämpfe eingestellt, Möllendorff geriet aber danach noch in Gefangenschaft der Aufständischen und wurde schwer zusammengeschlagen.
Nachdem er sich wieder erholt hatte, nahm er am Ersten Schleswig-Holsteinischen Krieg teil. Er zeichnete sich am 23. April 1848 in der Schlacht bei Schleswig aus, erhielt am 18. September 1848 vom König persönlich den Orden Pour le Mérite. Anschließend wurde er am 4. Dezember 1849 zum Kommandeur der 1. Garde-Division ernannt. Zwei Jahre später wurde er am 19. April 1851 zum Generalleutnant befördert, bekam dazu am 21. Juni 1851 den russischen Weißen-Adler-Orden und am 21. Dezember 1852 das Großkreuz des Leopold-Ordens. Ferner erhielt er am 14. März 1852 den russischen Alexander-Newski-Orden und anlässlich seines 50-jährigen Dienstjubiläums am 3. März 1852 die Brillanten zum Roten Adlerorden I. Klasse mit Eichenlaub. 1854 wurde er Rechtsritter des 1852 neuerrichteten Johanniterordens.
Er erhielt am 3. Februar 1857 seinen Abschied mit dem Charakter als General der Infanterie und dazu eine Pension. Am 9. Februar 1857 wurde er mit Pension zur z. D. gestellt, dazu bekam er das Großkomturkreuz des Königlichen Hausordens von Hohenzollern. Am 16. Juni 1859 wurde er dann zu den Offizieren à la suite der Armee versetzt. Als Führer einer Delegation zur Einweihung des Denkmals des Zaren Nikolaus I. in Sankt Petersburg erhielt er am 26. Juli 1859 die Brillanten zum Alexander-Newski-Orden. Er erkrankte bei seiner Rückkehr, starb am 6. November 1860 in Berlin und wurde am 9. November 1860 auf dem Garnisonsfriedhof in Potsdam beigesetzt.

### Familie
Möllendorff heiratete am 2. Oktober 1822 in Berchlitz Helene Klothilde Ottilie von Wulffen (1803–1825), eine Tochter des preußischen Rittmeisters im Regiment der Gardes du Corps Ludolf von Wulffen (1775–1827) und dessen Ehefrau Caroline geb. von Rauch (1777–1829). Ihre Großväter waren die preußischen Generäle Georg Ludolf von Wulffen und Bonaventura von Rauch. Aus der Ehe ging ein Sohn (*/† 1823) und die Tochter Helene Elisabeth Johanna Karoline (*/† 1825) hervor, die jedoch im Jahr ihrer Geburt starben.
Nach dem Tod seiner ersten Frau heiratete er am 8. März 1829 in Schkopau Ulrike von Trotha (1805–1835) aus dem Haus Schkopau. Sie war eine Tochter des Karl August von Trotha (1773–1848). Das Paar hatte mehrere Kinder:
- Johann Karl Ulrich (1830–1876), preußischer Major[1]
- Johann Friedrich (1831–1905), preußischer Generalleutnant
- Johanna Helene (1835–1838)[1]